# Irische Badmintonmeisterschaft 1935
Die Irische Badmintonmeisterschaft 1935 fand im Dezember 1935 im Dubliner Distrikt Elm Park statt.

## Titelträger
| Disziplin    | Sieger                         |
| ------------ | ------------------------------ |
| Herreneinzel | Willoughby Hamilton            |
| Dameneinzel  | Mavis Macnaughton              |
| Herrendoppel | Thomas Boyle James Rankin      |
| Damendoppel  | Norma Stoker Mavis Macnaughton |
| Mixed        | Thomas Boyle Olive Wilson      |